# Grunge
Grunge (czasem określany też mianem Seattle Sound) – podgatunek rocka alternatywnego, który pojawił się w połowie lat 80. w amerykańskim stanie Waszyngton, w szczególności w okolicach, jak i samym Seattle.

## Wstęp
Czerpiący inspiracje z hardcore punka, heavy metalu oraz indie rocka, grunge z reguły charakteryzuje się mocno zniekształconym brzmieniem gitar elektrycznych, kontrastującym z dynamicznymi utworami, oraz większym zwróceniem uwagi na przekaz, jaki niesie tekst. W porównaniu do innych odmian rocka, grunge prezentuje okrojoną, zaniedbaną formę, oraz odrzucenie teatralności.
Narastająca popularność przyczyniła się do powstania niezależnej wytwórni fonograficznej Sub Pop w latach 80. Szczyt popularności przypadł na pierwszą połowę lat 90., za sprawą takich albumów jak Nevermind grupy Nirvana, Dirt Alice in Chains, Superunknown Soundgarden czy Ten Pearl Jam. Sukces tych zespołów zwiększył popularność rocka alternatywnego. Mimo że większość zespołów wywodzących się z nurtu grunge rozpadło się lub zawiesiło swoją działalność pod koniec lat 90., to nadal istnieją zespoły kontynuujące ten gatunek, a twórczość jego wykonawców ma wciąż wpływ na nowoczesne odmiany muzyki rockowej.
Do tzw. „Wielkiej Czwórki z Seattle” zalicza się zespoły Nirvana, Pearl Jam, Alice in Chains oraz Soundgarden.

## Pochodzenie terminu grunge
Mark Arm, wokalista oraz gitarzysta zespołu Green River, a następnie Mudhoney, jest powszechnie uważany za pierwszego, który użył terminu „grunge”, do opisania tego rodzaju muzyki, kiedy to w roku 1981 pisał list do lokalnej gazetki muzycznej Desperate Times. Podpisał się wówczas jako Mark McLaughlin. Clark Humphrey, redaktor naczelny Desperate Times twierdzi, że to najwcześniejsze użycie terminu określającego zespół z Seattle, oraz przypomniał fakt, że Bruce Pavitt z wytwórni Sub Pop spopularyzował ten termin, wykorzystując go przy wielu okazjach, opisując dokonania grupy Green River.
Sam Mark Arm w jednym z wywiadów stwierdził, że „Oczywiście nie wymyśliłem tego. Znałem ten termin już wcześniej. Został on użyty w połowie lat 80. w Australii, by opisać takie zespoły jak King Snake Roost, The Scientists, Salamander Jim oraz Beasts of Bourbon”. Arm użył terminu w sensie opisowym, nie gatunkowym.

## Charakterystyka
Grunge zazwyczaj charakteryzuje się „brudnym” brzmieniem gitar, które są zniekształcone za pomocą takich efektów jak overdrive czy audio feedback. Grunge łączy w sobie elementy hardcore punka oraz heavy metalu, chociaż niektóre zespoły kładły większy nacisk na konkretne brzmienie któregoś z nich. Grunge prezentuje zazwyczaj charakteryzujące się surowym punkowym brzmieniem melodie oraz ponury nastrój, wyrażany w warstwach lirycznych. Niekiedy utwory są w wolniejszym tempie oraz są bardziej rozbudowane aranżacyjnie, przypominając tym samym konstrukcję podobną do heavy metalu. Niektórzy związani z rozwojem nurtu, jak np. producent Jack Endino z Sub Pop czy zespół Melvins, określali inspiracje z rockowych wpływów, takich jak Kiss – „prowokacją muzyczną”. Na początku lat 90., Nirvana rozpowszechniła format utworu „stop-start”, który stał się konwencją gatunku.
Ponadto grunge charakteryzuje się dość ponurym nastrojem oraz przekazem tekstowym, często naładowanym złością, frustracją, goryczą i ostrą negacją rzeczywistości. Charakterystyczne dla tego stylu są też klimaty autodestrukcji i nienawiści do samego siebie. Skłonności te są czasami wyrażane w tekstach i muzyce pełnej agresji, buntu i ostrych brzmień, czasem wręcz przeciwnie w formie powolnych, naładowanych rezygnacją i zniechęceniem ballad „psychodelicznych”. Często występują tu też teksty pełne gryzącej ironii i autoironii, nierzadko połączone z rozmaitymi eksperymentami formalnymi, ale zawsze czynionymi wyłącznie za pomocą „standardowych” instrumentów rockowych. Często taki tok myślenia oraz postępowanie prezentuje tzw. Generacja X. Krytyk muzyczny Simon Reynolds stwierdził w roku 1992, że „nie jest to uczucie, które w kulturze się wypaliło, dzieci są w depresji w obawie o przyszłość”. Niekiedy zdarzają się wyjątki, w postaci satyrycznego humoru, jak np. utwór „Big Dumb Sex” grupy Soundgarden.
Koncerty były znane jako proste, prezentujące wysoki poziom energii występy. Zespoły odrzuciły wysokobudżetowe prezentacje takie jak stosowanie złożonych tablic świetlnych, wybuchy pirotechniczne i inne efekty wizualne, tak charakterystyczne dla wielu gatunków.
Odzież noszona przez muzyków prezentujących nurt, ogólnie postrzegana była jako „zaniedbana”. Charakterystycznym elementem była koszula flanelowa. Dziennikarz Charles R. Cross stwierdził „Kurt Cobain był zbyt leniwy, aby używać szamponu”, natomiast Jonathan Poneman stwierdził: „To ubranie jest tanie, trwałe i niejako ponadczasowe. Stanowi też przekór dla krzykliwej estetyki, która istniała w latach 80”.

## Historia

### Korzenie i inspiracje

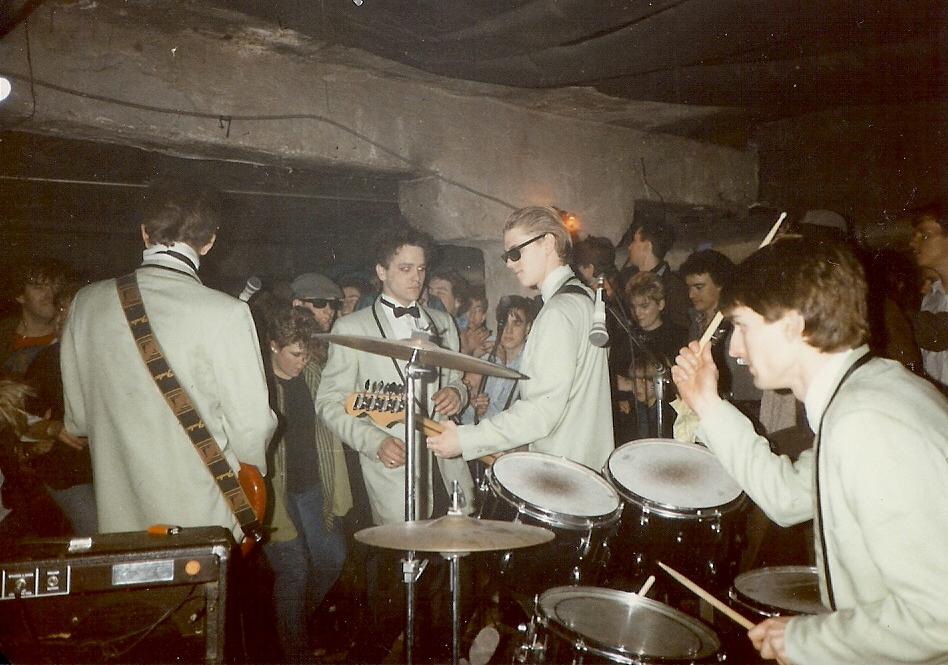
The U-Men podczas koncertu w Seattle

Grunge powstał w Seattle i jego okolicach, które to rejony przeżywały w latach 80. silne trudności gospodarcze, wyraźnie skontrastowane z boomem ekonomicznym, jaki w tym samym czasie przeżywała Kalifornia. Rejon ten był przez to dość długo odseparowany kulturowo i mentalnie od reszty stanów, a setki amatorskich zespołów działających tutaj nie miało „pokus komercyjnych”, gdyż nie zaglądali tutaj przedstawiciele firm fonograficznych. Grunge jest częściowo wynikiem izolacji od innych scen muzycznych. Jonathan Poneman z Sub Pop twierdzi: „Seattle było doskonałym przykładem wtórnego miasta z aktywną sceną muzyczną, która została całkowicie zignorowana przez amerykańskie media, skupiające swą uwagę na Los Angeles oraz Nowym Jorku”. Mark Arm stwierdził: „Ten jeden róg mapy był naprawdę izolowany”. Grunge ewoluował od lokalnej sceny punk rockowej i był inspirowany przez takie grupy jak The Fartz, The U-Men, 10 Minute Warning, The Accüsed oraz Fastbacks. Ponadto powolny i ciężki styl prezentowany przez Melvins miał znaczący wpływ na brzmienie grunge.
Poza Wybrzeżem Północno-Zachodnim artyści ze sceny Seattle czerpali inspiracje również z zespołów wywodzących się z Północno-Wschodniego Wybrzeża takich jak Sonic Youth, Pixies oraz Dinosaur Jr. Były to istotne czynniki mające wpływ na ten gatunek. Dzięki ich patronatowi zespołów Seattle, Sonic Youth „przypadkowo pielęgnował” scenę grunge i wzmocnił zaciekle niezależne postawy swoich muzyków. Wpływ jaki grupa Pixies miała na zespół Nirvana, a w szczególności na Kurta Cobaina, można wywnioskować po fragmencie wywiadu dla Rolling Stone, w którym Cobain stwierdził: „Byłem związany z tym zespołem tak mocno, że sam powinienem tam być”. Ponadto muzyk dodał: „Często używaliśmy ich poczucia dynamiki utworów, najpierw miękko i cicho, a potem głośno i ciężko”.
Oprócz punk rocka i rocka alternatywnego, wiele zespołów czerpało inspirację lub było pod wpływem heavy metalu z początku lat 70. Brytyjski pisarz Clinton Heylin, autor Babylon’s Burning: From Punk to Grunge opisał Black Sabbath jako: „być może najbardziej wszechobecny wpływ pre-punku na północnej scenie”. Black Sabbath odegrał znacząca rolę w kształtowaniu brzmienia grunge, poprzez swoje powolne i ciężki tempo. Wpływ Led Zeppelin jest również bardzo widoczny, szczególnie w dorobku grupy Soundgarden, których magazyn Q określił „w niewoli rocka lat 70., w pogardzie dla seksizmu i masochizmu”.
Grupa Black Flag wywodząca się z Los Angeles wydała w roku 1984 album My War, na którym widoczne są wpływy muzyki grunge. Gitarzysta Mudhoney Steve Turner stwierdził: „Wiele osób w całym kraju twierdziło, że nienawidzi Black Flag. Ale na tym albumie zagrali super”. Ponadto Turner wyjaśnił wpływ metalu na grunge słowami: „hard rock i heavy metal nigdy nie był wrogo nastawiony do punku, tak jak to miało miejsce na innych scenach. Tutaj to było mniej więcej tak: Jest tylko dwudziestu ludzi tutaj, naprawdę ciężko znaleźć grupę do nielubienia”. Wiele zespołów zaczęło łączyć wpływy metalu i punk rocka z grunge. Jednym z nich był zespół The U-Men.
Dzięki używaniu wielu efektów gitarowych, pozwalających na zniekształcenie brzmienia gitar, wskazywano także na inspirację noise rockiem. Przykładem jest grupa Killdozer, oraz przede wszystkim Flipper, zespół znany z powolnego i mrocznego „punkowego hałasu”. Butthole Surfers, mieszający wpływy metalu i punk rocka, miał duży wpływ na początki grupy Soundgarden, która podobnie jak i inne wcześniej powstałe zespoły, była pod wpływem brytyjskich zespołów post-punkowych, takich jak Gang of Four czy Bauhaus, które były bardzo popularne w latach 80.
Neil Young zagrał kilka koncertów z grupą Pearl Jam, oraz nagrał album Mirror Ball. Niektórzy przedstawiciele mediów okrzyknęli Younga mianem „Ojca chrzestnego muzyki grunge”. Wpływ na to miał fakt używania zniekształconego brzmienia gitary przez Younga na albumie Rust Never Sleeps. Podobny wpływ miał często pomijany album Neurotica grupy Redd Kross, o którym współzałożyciel Sub Pop powiedział: „Neurotica zmieniła nie tylko moje życie, ale także wielu osób społeczności muzycznej Seattle”.

## Wczesny rozwój

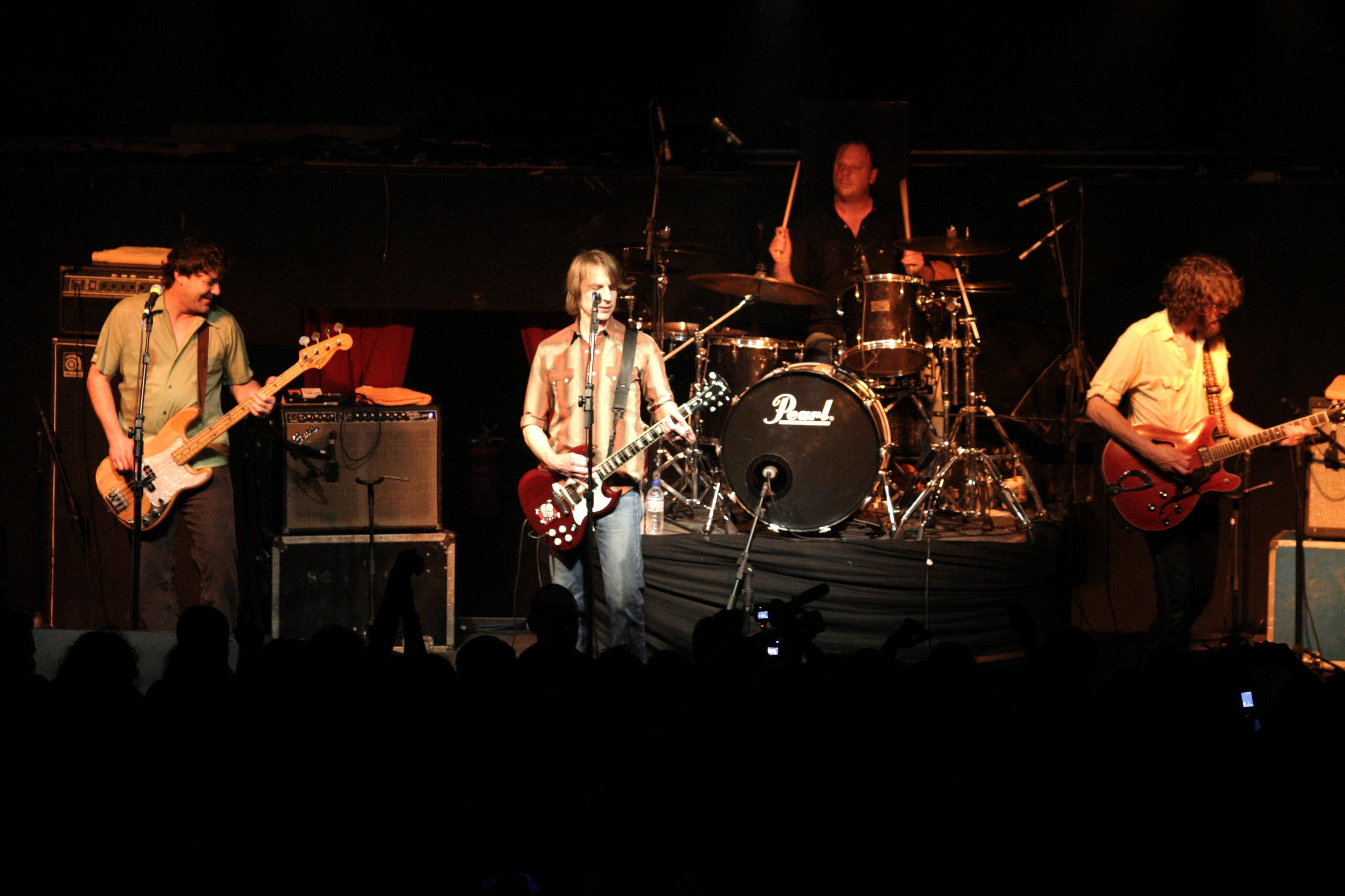
Grupa Mudhoney podczas koncertu w 2007

Przełomem w rozwoju stylu była wydana w roku 1986 składanka Deep Six, wydana przez C/Z Records. Na albumie zostały zamieszczone kompozycje zespołów Green River, Soundgarden, Melvins, Malfunkshun, Skin Yard, oraz The U-Men. Dla wielu z tych zespołów był to debiut. Artyści grający na tym albumie mieli „głównie ciężkie, agresywne brzmienie, w których dominowało wolniejsze tempo ciężkiego metalu i intensywność spod znaku hardcore”. Producent Jack Endino wspomina: „Ludzie po prostu stwierdzili: No cóż, jaki to rodzaj muzyki? To nie jest metal, to nie jest punk, więc co to jest? (...) Eureka! Te zespoły mają ze sobą coś wspólnego”.
W tym samym roku Bruce Pavitt wydał składankę Sub Pop 100, oraz EP-kę Green River Dry As a Bone, jako część jego nowej wytwórni Sub Pop. Jak napisano w katalogu o albumie Mudhoney: „ultra-luźne grunge, które niszczy moralność pokolenia”. Pavitt oraz Jonathan Poneman inspirowali innych artystów z regionalnej sceny, zapewniając im pomoc w wydawaniu albumów. Jak zauważył dziennikarz Michael Azerrad, mimo że wczesne zespoły jak Mudhoney, Soundgarden czy TAD mieli odmienne style, to „z punktu widzenia obserwatora obiektywnego, było kilka wyraźnych podobieństw”.
Początkowo, na koncerty przychodziło po kilkanaście osób, ale fotograf Sub Pop Charles Peterson swymi zdjęciami pomógł stworzyć wrażenie, że są to koncerty warte zobaczenia. Grupa Mudhoney, w której skład wchodzili byli członkowie Green River, stała się najważniejszym zespołem wytwórni. Również inne wytwórnie chętnie włączyły się w promocję lokalnych zespołów. Były to C/Z Records, Estrus Records, EMpTy Records oraz PopLlama Records.
Zjawisko grunge przyciągnęło uwagę mediów z Wielkiej Brytanii po tym, jak dziennikarz Everett True z brytyjskiego Melody Maker napisał na prośbę Pavittiego i Ponemana artykuł na temat lokalnej sceny muzycznej. Ten artykuł pomógł uczynić grunge znanym poza obszarem Stanów Zjednoczonych, dzięki czemu w latach 80. na koncerty zaczęło przybywać coraz więcej ludzi. Na fali popularności, wiele zespołów niewywodzących się z tego nurtu zaczęło kopiować styl i przyjeżdżać do Seattle. Gitarzysta Mudhoney, Steve Turner, stwierdził: „To było naprawdę złe. Zaczęli nas kopiować, przyjeżdżać do miejsc, z których nie pochodzili”. W reakcji na to wiele zespołów, jak Nirvana czy TAD, zaczęło tworzyć bardziej melodyjne utwory. Dawn Anderson z lokalnego magazynu z Seattle, Backlash, stwierdził, że wielu mieszkańców było zmęczonych tym co się działo wokół.

## Szczyt popularności

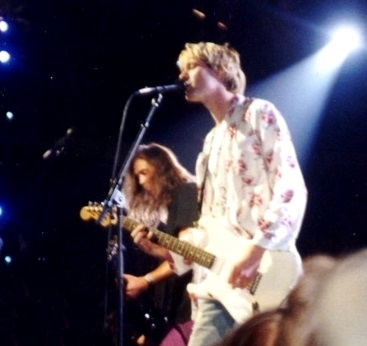
Nirvana podczas występu na MTV Video Music Awards, 1992

Zespoły wywodzące się z nurtu grunge zaczęły w latach 80. odnosić coraz większe sukcesy. Soundgarden stał się pierwszym z nich, który podpisał kontrakt z dużą wytwórnią płytową, A&M Records, w 1989 roku. Również w tym samym roku swój kontrakt z wytwórnią Columbia podpisała grupa Alice in Chains. Rok później swój kontrakt płytowy podpisała Nirvana, zawierając umowę z Geffen. Wydany w sierpniu 1990 roku album Facelift grupy Alice in Chains dotarł do 42. pozycji zestawienia Billboard 200, czyniąc go tym samym pierwszym albumem wywodzącym się z nurtu grunge, który dotarł do pierwszej 50. tego zestawienia. We wrześniu 1991 roku Nirvana wydała album Nevermind. Początkowo wytwórnia spodziewała się nieco większego sukcesu w porównaniu do albumu Goo grupy Sonic Youth. Pierwszy singel promujący album, w utworem „Smells Like Teen Spirit” pozwolił zdefiniować zjawisko grunge, okazując się bardzo dużym sukcesem. Nevermind sprzedał się w ilości 400.000 kopii jeszcze przed Bożym Narodzeniem 1991 roku. W styczniu 1992 Nevermind zepchnął z pierwszej pozycji zestawienia Billboard 200 album Dangerous Michaela Jacksona.

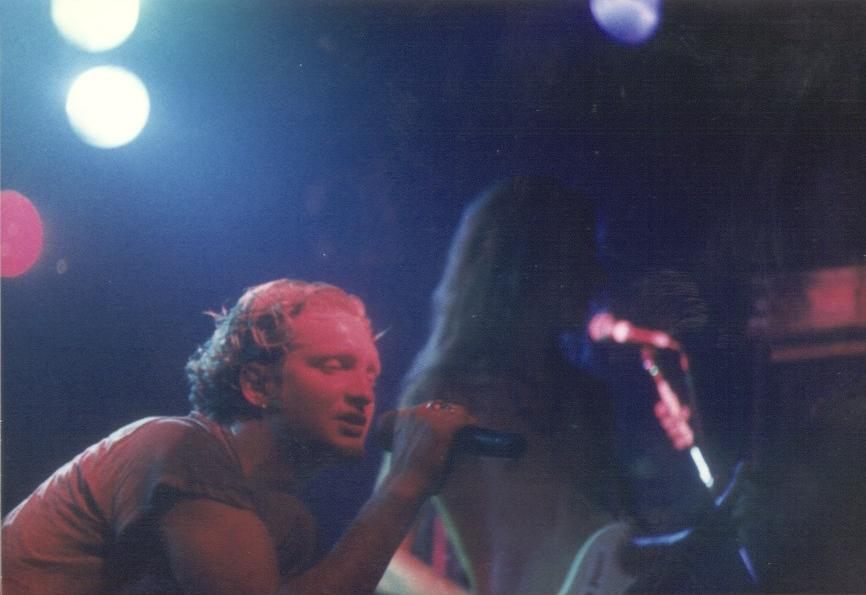
Layne Staley oraz Jerry Cantrell podczas koncertu Alice in Chains w Bostonie, 1992

Sukces Nevermind zaskoczył przemysł muzyczny. Album nie tylko spopularyzował grunge, lecz również siedzibę „kulturowego i komercyjnego rocka alternatywnego w ogóle”. Michael Azerrad stwierdził, że Nevermind symbolizuje zmianę w muzyce rockowej. Również inne zespoły zaczęły odnosić sukcesy. Pearl Jam, w którego skład weszli członkowie Mother Love Bone, wydali swój debiutancki album Ten w sierpniu 1991 roku, miesiąc przed wydaniem Nevermind. Rok później, w drugiej połowie 1992 roku, album Ten osiągnął 2. pozycję na liście Billboard 200, oraz uzyskał status złotej płyty. Album grupy Soundgarden Badmotorfinger, również okazał się dużym sukcesem. Wydany we wrześniu album Dirt grupy Alice in Chains, zadebiutował na 6. pozycji Billboard 200, a w przeciągu niecałego miesiąca od premiery, uzyskał status platynowej płyty. Również supergrupa Temple of the Dog powstała z członków Soundgarden oraz Pearl Jam ze swoim albumem znalazła się na liście 100 najlepiej sprzedających się albumów 1992 roku. Sukcesy te, spowodowały coraz większe zwracanie uwagi na scenę Seattle. Magazyn Rolling Stone określił grunge mianem „drugiego Liverpoolu”. Wiele zespołów wywodzących się z Seattle podpisało kontrakty płytowe z dużymi wytwórniami. W roku 1992 reżyser Cameron Crowe nakręcił film Singles, w którym wystąpiły Alice in Chains, Soundgarden oraz Pearl Jam.
Popularność grunge spowodowała coraz większe zwracanie uwagi na scenę Seattle. Podczas formowania się stylu, pod koniec lat 80. i na początku 90., scena składała się z wielu stylów i gatunków muzycznych. W mediach zaczęto pisać, że grunge to „próba zobrazowania miasta Seattle, jako muzyki” oraz określano go mianem „muzycznej wspólnoty”. Na fali popularności, zaczęto masowe produkcje różnych rzeczy mających związek z nurtem. Krytycy muzyczni zaczęli postrzegać grunge jako reklamę. Zaczęto mówić, że grunge przerodził się w modę. Entertainment Weekly skomentował ten proces w artykule z 1993: „Nie było takiej eksploatacji subkultury od czasu odkrycia przez media hippisów w latach 60.”. The New York Times porównał ten proces do masowego obrotu punk rocka, disco i hip hopu w poprzednich latach. Wszystkie te wydarzenia zostały udokumentowane w filmie dokumentalnym Hype! z 1996 roku.
Pierwsze oznaki sprzeciwu wobec nurtu grunge, zaczęły pojawiać się w końcu 1992 roku. Jonathan Poneman stwierdził, że „Wszystkie rzeczy związane z grunge należy traktować z najwyższą domieszką cynizmu i zabawy (...) Zawsze chodziło jedynie o dobrą zabawę”. Wielu artystów zaczęto postrzegać jako „niewygodnych”, ze względu na odniesione sukcesy. Kurt Cobain stwierdził, że „Michael Azerrad jest ostatnią rzeczą, jaką chciałbym być”. Również Pearl Jam odczuwał oznaki popularności, w tym także wokalista Eddie Vedder. W 1993 roku Nirvana wydała In Utero, którego „amatorska” produkcja, była celowa. Basista Krist Novoselic stwierdził: „Dzięki tym dzikim dźwiękom, okraszonym agresją, udało nam się uzyskać prawdziwą alternatywę”. Nie przeszkodziło to w dotarciu na szczyt zestawienia Billboard 200. W tym samym roku Pearl Jam wydał swój drugi album Vs., który również spotkał się z bardzo dobrym przyjęciem, sprzedając się w ilości 950.378 tysięcy kopii w pierwszym tygodniu od premiery.
Wydana w styczniu 1994 roku EP-ka Alice in Chains Jar of Flies okazała się dużym sukcesem. Album jako pierwszy w historii wydany w formacie minialbumu dotarł na szczyt zestawienia Billboard 200. Wyczyn ten powtórzyła dopiero wydana dziesięć lat później EP-ka Collision Course grupy Linkin Park oraz rapera Jay-Z. Również wydany w 1994 roku album Superunknown Soundgarden okazał się dużym sukcesem komercyjnym.

## Spadek popularności
Wraz ze spadkiem popularności, w drugiej połowie lat 90. grunge został wyparty przez post grunge. Zespoły takie jak Candlebox czy Bush prezentowały muzykę zbliżoną do tego co tworzyły grupy wywodzące się z nurtu. Często w utworach tych zespołów można było się doszukać inspiracji sceną Seattle. Post grunge charakteryzował się muzyką bardziej przystępną dla stacji radiowych, nastawionych na sukces komercyjny.
Inny alternatywny gatunek, który zrodził się w latach 90. to brit pop. Pojawił się on jako reakcja przeciwko dominacji nurtu grunge w Wielkiej Brytanii. W przeciwieństwie do grunge, britpop został opisany jako „chęć uznawania i młodzieńczego entuzjazmu”. W 1993 roku, Damon Albarn z britpopowego zespołu Blur w rozmowie z dziennikarzem Johnem Harrisem twierdzi, że Blur był „anty-grunge’owy” oraz „To dobrze. Jeśli punk był o pozbywaniu się hipisów, to ja jestem o pozbywaniu się grunge”. Noel Gallagher z Oasis, będąc fanem Nirvany, napisał muzykę, która obaliła pesymistyczny charakter grunge. Jak stwierdził w 2006 roku, singiel „Live Forever” z 1994 roku Oasis nagrał „pośrodku grunge’u”. „Pamiętam, że Nirvana miała melodię o nazwie „I Hate Myself and I Want to Die”, a ja na to...Cóż, nie jestem k***a częścią tego”.
W połowie lat 90., wiele zespołów wywodzących się z nurtu grunge, zawiesiło swoją działalność, bądź rozpadło się. Kurt Cobain pod naporem popularności, zmagał się z uzależnieniem od heroiny. Na początku 1994 roku pojawiły się pogłoski mówiące o przedawkowaniu Cobaina i rozpadzie Nirvany. 8 kwietnia 1994 roku Cobain został znaleziony w swoim domu w Seattle. Powszechnie uważa się, że zmarł trzy dni wcześniej popełniając samobójstwo, strzelając sobie w głowę. Ten fakt ostatecznie przekreślił dalszą działalność Nirvany. W tym samym roku Pearl Jam odwołał letnią część trasy koncertowej, sprzeciwiając się w ten sposób nieuczciwym praktykom handlowym. W 1996 roku grupa Alice in Chains zagrała swoje ostatnie koncerty. Następnie Layne Staley wycofał się z życia publicznego. 5 kwietnia 2002 roku zmarł na skutek przedawkowania mieszanki heroiny i kokainy, potocznie zwanej speedballem. W roku 1997 Soundgarden ogłosiło zawieszenie działalności. Grupa Screaming Trees zakończyła działalność.
Niektóre zespoły wciąż aktywnie koncertują, oraz nagrywają nowe płyty. Mimo zakończenia działalności przez Nirvanę, płyty zespołu wciąż sprzedają się dobrze. The New York Times stwierdził o zespole Nirvana, że „mają obecnie najlepszą passę od czasu śmierci Cobaina w 1994 roku”. W pierwszej dekadzie XXI wieku, Seattle Times zauważa, że wciąż powstają nowe zespoły, będące pod wpływem brzmienia Seattle lat 90. Jako przykład, dziennik podaje takie grupy jak Post Stardom Depression, The Valley oraz The Weapons. Podobnie uważa The Guardian, który jako przykład podaje zespoły wywodzące się z rejonu Yorkshire and the Humber, w tym Dinosaur Pile-Up. Również The New York Times zauważył w roku 2003 modę na powrót nurtu grunge.

## Przykładowe utwory
- Smells Like Teen Spirit. upload.wikimedia.org. [zarchiwizowane z tego adresu (2005-11-23)]. utwór grupy Nirvana
- „Man in the Box” utwór grupy Alice in Chains
- Daughter. upload.wikimedia.org. [zarchiwizowane z tego adresu (2005-08-29)]. utwór grupy Pearl Jam
- Black Hole Sun. upload.wikimedia.org. [zarchiwizowane z tego adresu (2012-09-16)]. utwór grupy Soundgarden